# Béla Bartók
Béla Bartók (født 25. marts 1881, Nagyszentmiklós, Kongeriget Ungarn (nu Sânnicolau Mare i Rumænien), død 26. september 1945 i New York) var en ungarsk komponist, musik-etnolog og pianist. Bartók er en af de helt centrale skikkelser i det 20. århundredes klassiske musik. Navnlig anses hans strygekvartetter for at være de bedste, der er skrevet siden Beethoven. Bartók undersøgte sammen med Zoltán Kodály den ungarske, slovakiske og rumænske – endog den nordafrikanske folkemusik og skabte en uvurderlig samling af værker med udgangspunkt i den folkelige musik. Hans værker har en enorm spændvidde fra store orkesterværker til små naive stykker oprindelig beregnet til klaverskoler for børn, fx For Children (Gyermekeknek (Sz. 42, BB 53)) og Mikrokosmos, hvor han har taget udgangspunkt i folketonen og ikke mindst -rytmen. Disse værker er ikke desto mindre taget med i store virtuosers repertoirer, ikke mindst af hensyn til den musikpædagogiske værdi af stykkerne.
Bartók kom under indflydelse af Debussy og blev i kombination med forskningen i folkemusikken inspireret til at forholde sig friere til  tonaliteten. Men selv om det blev mere accentueret efter mødet med  Stravinsky og  Schönberg, var det fortrinsvis rytmen og det harmoniske aspekter, som satte det udtalte præg på hans musik. Man kan møde en essens af hans musikalske udtryk i Musik for strengeinstrumenter, slagtøj og celeste med den kraftfulde rytme og det kontrastfyldte tonemaleri med dissonerende klangbehandling. 

## Værker af Béla Bartók

### Sceniske værker
- 1911: Ridder Blåskægs Borg. Opera i en akt, urpremiere i 1918
- 1914-1916: Træprinsen. Ballet. Første opførelse 1917
- 1918-1919: Den Vidunderlige Mandarin. Ballet/pantomime. Første opførelse 1926

### Orkesterværker
- 1903: Symfoni i Eb dur (ufuldendt) - kun en Scherzo sats i C dur.
- 1904: Rapsody og Scherzo for klaver og orkester
- 1905: Første og Anden Suite
- 1923: Dansesuite
- 1936: Musik for strengeinstrumenter, slagtøj og celeste
- 1939: Divertimento for strygeorkester
- 1943: Koncert for orkester

### Koncerter
- 1907-1908: 1. Violinkoncert, uropført 1958
- 1926: 1. Klaverkoncert
- 1930-1931: 2. Klaverkoncert
- 1937-1938: 2. Violinkoncert
- 1945: 3. Klaverkoncert (fuldført af T. Serly)
- 1945: Bratschkoncert (fuldført af T. Serly ud fra Bartóks efterladte udkast)

### Kammermusik
- 1904: Klaverkvintet
- 1908: 1. Strygekvartet
- 1917: 2. Strygekvartet
- 1921: 1. sonate for violin og klaver
- 1922: 2. sonate for violin og klaver
- 1927: 3. Strygekvartet
- 1928: 4. Strygekvartet
- 1928: I Rapsody (violin og klaver; udskrift: cello, klaver, violin og orkester), II. Rapsody (revideret 1944, for violin og klaver; udskrift: Violin og orkester)
- 1931: 44 Duoer for to violiner
- 1934: 5. Strygekvartet
- 1937: Sonate for to klaverer og slagtøj
- 1938: Kontraster for violin, klarinet og klaver
- 1939: 6. Strygekvartet
- 1944: Violin solosonate

### Klaverværker
- 1908: 14 bagateller
- 1908: Klaverstykker for børn For Children I, II, III og IV (senere omarbejdet til 2 hæfter)
- 1911: Allegro Barbaro
- 1913: 18 "Easy Pieces"
- 1915: Rumænske folkedanse
- 1926: Ni små Klaverstykker
- 1926: Sonate for klaver
- 1926-1937: Mikrokosmos

### Vokalværker
- 1898: Sange med klaverakkompagnement
- 1912: 4 oldungarsk folkesange vegyeskórusra
- 1930: Kantate profana dobbelt kor, solister og orkester
- 1935: En gammel tre gange blandet

### Centrale skrifter
- 1906: Ungarske folkesange – sammen Kodály
- 1923: Maramures rumænsk folkemusik
- 1924: Den ungarske folkesang
- 1934: Folkemusik og musik af nabofolk
- 1935: De rumænske Kolinda melodier

## Eksterne referencer
- Béla Bartók på gravsted.dk

1. ↑  "Lyt til For Children i [[mp3]]-format". Arkiveret fra originalen 17. september 2016. Hentet 24. januar 2010. {{cite web}}: Konflikt mellem URL og wikilink (hjælp)
2. ↑  "Lyt til Mikrokosmos i [[mp3]]-format". Arkiveret fra originalen 17. september 2016. Hentet 24. januar 2010. {{cite web}}: Konflikt mellem URL og wikilink (hjælp)

- Wikimedia Commons har flere filer relateret til Béla Bartók